# Sycyliana (strofa)
Sycyliana (wł. siciliana) – strofa ośmiowersowa, rymowana abababab, występująca we włoskiej poezji średniowiecznej, poprzedniczka oktawy. Sycyliana legła u podstaw sonetu (abababab cdcdcd). W poezji polskiej występuje rzadko. Algernon Charles Swinburne użył jej w wierszu The Statue of Victor Hugo:

Earth, with all the kings and thralls on earth, below it,
Heaven alone, with all the worlds in heaven, above.
Let his likeness rise for suns and stars to know it.
High for men to worship, plain for men to love:
Brow that braved the tides which fain would overflow it,
Lip that gave the challenge, hand that flung the glove;
Comforter and prophet. Paraclete and poet,
Soul whose emblems are an eagle and a dove.